# Mesostemma
Mesostemma é um género botânico pertencente à família Caryophyllaceae.